# Europejskie Partnerstwo Innowacyjne
Europejskie Partnerstwo Innowacyjne (ang. European Innovation Partnership, EPI) – europejska inicjatywa promująca innowacyjność w celu dostosowania sektora rolnego do wyzwań związanych ze środowiskiem i klimatem. Partnerstwo innowacyjne oznacza, że rolnicy, doradcy rolniczy, naukowcy i inne zainteresowane strony współpracują w ramach projektu w celu opracowania praktycznych rozwiązań innowacyjnych występujących w rolnictwie.

## Regulacje dotyczące Europejskiego Partnerstwa Innowacyjnego
Rozporządzeniem Parlamentu Europejskiego i Rady UE z 2013 r. wprowadzono Europejskie Partnerstwo Innowacyjne. Celem partnerstwa jest stworzenie sieci na rzecz wydajnego i zrównoważonego rolnictwa, która umożliwi kontakty między grupami operacyjnymi, służbami doradczymi i badaczami.

## Cele Europejskiego Partnerstwa Innowacyjnego
Celem Europejskiego Partnerstwa Innowacyjnego jest:
- zwiększenie udziału wszystkich zainteresowanych stron zajmujących się rozwojem obszarów wiejskich we wdrażaniu rozwoju obszarów wiejskich,
- podniesienie jakości programów rozwoju obszarów wiejskich,
- przyczynienia się do informowania opinii publicznej o korzyściach płynących z polityki rozwoju obszarów wiejskich,
- wspieranie ewaluacji programów rozwoju obszarów wiejskich,
- ułatwianie wymiany wiedzy fachowej i dobrych praktyk;
- ustanowienie dialogu pomiędzy rolnikami i społecznością badawczą oraz ułatwianie włączania wszystkich zainteresowanych stron w proces wymiany wiedzy.

## Zadania Europejskiego Partnerstwa Innowacyjnego
Do zadań Europejskiego Partnerstwa Innowacyjnego należy:
- zbieranie, analizowanie i rozpowszechnianie informacji na temat działalności w dziedzinie rozwoju obszarów wiejskich;
- zapewnienie wsparcia w zakresie procesów ewaluacji i gromadzenia danych oraz zarządzanie nimi;
- tworzenie i prowadzenie grup tematycznych lub warsztatów z myślą o ułatwieniu wymiany wiedzy fachowej oraz wsparcia realizacji, monitorowania i dalszego kształtowania polityki rozwoju obszarów wiejskich;
- zapewnienie funkcji pomocy technicznej i dostarczanie informacji na temat EPI najważniejszym podmiotom;
- zachęcanie do tworzenia grup operacyjnych i przekazywania informacji o możliwościach oferowanych przez polityki unijne;
- ułatwianie tworzenia inicjatyw klastrowych i projektów pilotażowych lub demonstracyjnych, które mogą dotyczyć między innymi następujących kwestii:
  - zwiększonej wydajności produkcji rolnej, rentowności gospodarczej, zrównoważenia, produktu i efektywnego gospodarowania zasobami;
  - innowacji we wspieraniu biogospodarki, różnorodności biologicznej, usług ekosystemowych, funkcjonalności gleby i zrównoważonej gospodarki wodnej;
  - tworzenia innowacyjnych produktów i usług dla zintegrowanego łańcucha dostaw, otwierania nowych możliwości dotyczących produktów i rynków dla producentów pierwotnych;
  - podnoszenia jakości żywności, bezpieczeństwa żywności i zdrowej diety, zmniejszania strat po okresie zbiorów i ograniczania marnotrawstwa żywności;
  - gromadzenie i rozpowszechnianie informacji na temat EPI, w tym odkryć naukowych i nowych technologii mających znaczenie dla innowacji i wymiany wiedzy oraz wymian w obszarze innowacji z państwami trzecimi.

## Cele sieci Europejskiego Partnerstwa Innowacyjnego
W ramach EPI tworzy się sieć Europejskiego Partnerstwa Innowacyjnego, której celem jest:
- ułatwienia wymiany wiedzy fachowej i dobrych praktyk;
- ustanowienia dialogu pomiędzy rolnikami i społecznością badawczą oraz ułatwienie włączenia wszystkich zainteresowanych stron w proces wymiany wiedzy.

## Zadania sieci Europejskiego Partnerstwa Innowacyjnego
Do podstawowych zadań sieci europejskiego partnerstwa innowacyjnego należy:
- zapewnienia funkcji pomocy technicznej i dostarczania informacji na temat EPI najważniejszym podmiotom;
- zachęcanie do tworzenia grup operacyjnych i przekazywanie informacji o możliwościach oferowanych przez polityki unijne;
- ułatwienie tworzenia inicjatyw klastrowych i projektów pilotażowych lub demonstracyjnych, które mogą dotyczyć problemów zwiększenia produkcji rolnej, rentowności gospodarczej, zrównoważenia, produktu i efektywnego gospodarowania zasobami;
- gromadzenie i rozpowszechnianie informacji na temat EPI, w tym odkryć naukowych i nowych technologii mających znaczenie dla innowacji i wymiany wiedzy.